# Dastak (film, 1996)
Ne doit pas être confondu avec Dastak (film, 1970).
Pour plus de détails, voir Fiche technique et Distribution.
Dastak est un thriller psychologique indien réalisé par Mahesh Bhatt sur un scénario écrit par Vikram Bhatt. Le film, en langue hindi et produit par Mukesh Bhatt, est sorti en 1996.
L'actrice Sushmita Sen y est vue dans son premier film aux côtés de Mukul Dev et, comme méchant, Sharad Kapoor,.

## Synopsis
Dastak est l'histoire d'un génie mentalement instable, Sharad Sule, et de son obsession pour Miss Univers, Sushmita. Sharad est tellement obsédé par Sushmita qu'il commence à tuer ses proches afin de l'atteindre. L'ACP Rohit Malhotra rencontre Sushmita, lui fournit ses services de sécurité de haut niveau et ouvre une enquête. Pendant ce temps, Sushmita fait face à un autre incident lors d'un événement, Rohit la protège et tout en la calmant, il l'appelle "Sush" (le surnom de Sushmita qui n'est connu que de ses parents et meilleurs amis) et de là elle apprend que Rohit est son ami d'enfance qui l'adore depuis l'école. Elle se réjouit et finit par tomber amoureuse de lui. Ils commencent à se voir ; elle commence à se sentir protégée et heureuse, mais fait face à un autre terrible incident, la mort de sa meilleure amie (assassinée par Sharad) qui la brise. Rohit envisage de déplacer Sushmita dans un autre pays pendant un certain temps et fait circuler la nouvelle dans les médias, afin que Sharad suive la sienne et tombe dans un piège. Il la rejoint aux Seychelles avec son subordonné de confiance et est soutenu par les autorités locales. Leur plan a réussi puisque Sharad est apparu et Rohit lui tire dessus alors qu'il le poursuivait. Lorsque son corps est retrouvé, Sushmita se réjouit et fait la fête avec Rohit. Mais le bonheur est de courte durée car Sharad s'avère vivant, il kidnappe Sushmita et l'emmène sur une île isolée des Seychelles. Là, il lui rend la vie misérable. Sushmita essaie toutes les astuces pour sortir de cet enfer. Mais finalement, tout s’écroule.
Sushmita essaie de réformer Sharad en lui disant qu'il devrait faire face à ses problèmes plutôt que d'infliger la même douleur physique et mentale (qu'il a endurée dans son enfance) à d'autres personnes. Mais Sharad refuse d’écouter et de modifier ses habitudes. Elle essaie de contacter Rohit (qui était dévasté et continue de la chercher follement), envisage de s'échapper mais échoue à chaque fois. Un jour, alors que Sharad se rendait en ville pour récupérer certaines choses, elle a la chance de sortir et écrit « Help » sur le hors-bord. Son plan réussit : Rohit et ses subordonnés le voient et commencent à le poursuivre. Sharad a vu le mot « Help », se met en colère et abat tout le monde ; y compris Rohit. Au point culminant, il tente de tuer Sushmita car il croit qu'elle l'a trahi en contactant Rohit. Sushmita essaie de s'enfuir mais Sharad la rattrape et alors qu'il est sur le point de la frapper, Rohit (qui a survécu au coup de feu) saute sur lui et sauve Sushmita. Les deux hommes se battent durement et Rohit est poignardé par Sharad ; en voyant Rohit dans cet état, Sushmita devient furieuse et tue Sharad avec une hache en légitime défense. Alors qu'elle et Rohit retournent en Inde, elle écrit un livre d'auto-assistance et le dédie à des personnes : Sharad et s'installe finalement heureuse avec Rohit.

## Fiche technique
- Titre original : Dastak
- Réalisation : Mahesh Bhatt
- Scénario : Vikram Bhatt
- Photographie : Bhushan Patel
- Montage : Waman B. Bhosle
- Musique : Ronny Monsorate, Rajesh Roshan
- Costumes : Madhavi Gupta
- Production : Mukesh Bhatt
- Sociétés de production :
- Direction artistique : Sharmishta Roy
- Pays de production : Inde
- Langue originale : hindi
- Format : couleur
- Genre : thriller psychologique
- Durée : 141 minutes
- Dates de sortie :   
  - Inde : 29 novembre 1996

## Distribution
- Sushmita Sen : elle-même (Miss Univers Sushmita Sen - Sush)
- Mukul Dev : ACP Rohit Malhotra[3]
- Sharad S. Kapoor : Sharad Sule (comme Sharad Kapoor)
- Bhavna Datta : Neena (l'ami de Sushmita)
- Vishwajeet Pradhan : inspecteur Bhupinder Singh (Bhupi)
- Tiku Talsania : professeur Philip Fernandes
- Manoj Bajpayee : Seychelles Inspector Avinash Bannerjee (comme Manoj Bajpai)
- Sunil Dhawan (comme Sunil Dhavan)
- Dayashankar Pandey :
- Akhil :
- Anupam Shyam :
- Sardar Singh Randhawa (comme Randhava)
- Abbas Ali Moghul (comme Abbas)
- Haniif Sheikh (comme Hanif)
- Vijay Saxena :

## Production
Le film a été tourné en Afrique du Sud et aux Seychelles.

## Bande sonore
L'album a été composé par Rajesh Roshan avec des paroles de Javed Akhtar. Toutes les chansons étaient très populaires et les chanteurs Kumar Sanu, Udit Narayan, Abhijeet et Alka Yagnik ont interprété leur voix dans l'album.
| # | Titre                                  | Chanteurs                  |
| - | -------------------------------------- | -------------------------- |
| 1 | "Tumhe Kayse Main Bataoon"             | Abhijeet                   |
| 2 | "Tumhe Kayse Main Bataoon" (version 2) | Abhijeet                   |
| 3 | "Jaadu Bhari"                          | Udit Narayan               |
| 4 | "Milne Se Pehle"                       | Udit Narayan, Preeti Uttam |
| 5 | "Piya Piya"                            | Hema Sardesaï              |
| 6 | "Pal Betterave Gaya"                   | Kumar Sanu et Alka Yagnik  |
| 7 | "Sheeshay Se"                          | Kumar Sanu                 |